# Hietasenlampi
Hietasenlampi är en sjö i kommunen Kangasniemi i landskapet Södra Savolax i Finland. Sjön ligger 98,7 meter över havet. Arean är 62 hektar och strandlinjen är 3,76 kilometer lång. Sjön  ingår i Kymmene älvs huvudavrinningsområde.   Den ligger omkring 52 kilometer nordväst om S:t Michel och omkring 210 kilometer norr om Helsingfors. 